# Jhon Murillo
Jhon Eduard Murillo Romaña (El Nula, 4 giugno 1995) è un calciatore venezuelano, attaccante dell'América de Cali e della nazionale venezuelana.

## Carriera

### Club
Esordisce il 20 ottobre 2012 nella prima divisione venezuelana, con la maglia del Zamora. Il 19 agosto 2013, segna il suo primo gol in campionato.

### Nazionale
Esordisce con gol nell'amichevole contro l'Honduras il 23 febbraio 2015 e viene convocato per la Copa América 2015.

## Palmarès

### Club
- Campionato venezuelano: 2

Zamora FC: 2012-2013, 2013-2014